# Бурлаков, Павел Николаевич
Па́вел Никола́евич Бурлако́в (род. 19 июня 1963 года, Донецк, Украинская ССР, СССР) — украинский и российский политический деятель. Заместитель председателя Севастопольского отделения Всероссийской политической партии «Единая Россия» с 31 января 2019 года.
Народный депутат Украины в 2006—2007 годах, первый заместитель Председателя Совета министров Крыма. Временно исполняющий обязанности председателя Совета министров АР Крым с 17 августа по 8 ноября 2011.

## Биография
- 1983 — горный рабочий очистительного забоя шахтоуправление «Торезское» Торезского производственного объединения по добыче антрацита «Торезантрацит».
- 1984 — подземный электрослесарь шахты имени А. Ф. Засядько Донецкого производственного объединения по добычи угля.
- 1985—1987 — горный мастер, начальник смены шахты «Красногвардейская» макеевского производственного объединения по добыче угля «Макеевуголь».
- 1987—1990 — второй, первый секретарь Красногвардейского райкома ЛКСМУ (Макеевка).
- 1990—1991 — секретарь Донецкого обкома ЛКСМУ.
- 1991—1992 — заместитель председателя Союза молодёжных организаций Донбасса (Донецк).
- 1992—1995 — директор общества с ограниченной ответственностью «Компания „UNPRO“» (Донецк).
- 1995—2000 — представитель Либеральной партии Украины в Макеевке, заместитель председателя Донецкой региональной (областной) организации Либеральной партии Украины — председатель макеевской организации ЛПУ.
- 2000—2002 — помощник руководителя, заместитель городского головы по вопросам деятельности исполнительных органов исполкома Макеевского горсовета Донецкой области.
- 2002—2005 — консультант первого заместителя председателя Донецкой областной государственной администрации.
- 2005—2006 — начальник Управления идеологической работы Центрального аппарата Партии регионов (Киев).
- 2006—2007[1] — народный депутат Украины; являлся председателем подкомитета по вопросам экологической политики и экологической безопасности Комитета Верховной Рады Украины по вопросам экологической политики, природопользования и ликвидации последствий Чернобыльской катастрофы; входил в состав Специальной контрольной комиссии Верховной Рады Украины по вопросам приватизации[1].
- 2007—2010 — народный депутат Украины; член Комитета Верховной Рады Украины VI созыва по вопросам бюджета, председатель подкомитета по вопросам местных бюджетов Комитета Верховной Рады Украины по вопросам бюджета.
- С марта 2010 — первый заместитель Председателя Совета министров Крыма; одновременно с 16 февраля по 16 марта 2011 — министр регионального развития и жилищно-коммунального хозяйства Крыма.
- В период с 17 августа по 8 ноября 2011 временно исполнял обязанности Председателя Совета министров Крыма.
- В период с 8 ноября 2011 по 27 февраля 2014 занимал должность первого заместителя Председателя Совета министров Крыма. 27 февраля 2014 года Верховный Совет Автономной Республики Крым принял решение «О выражении недоверия Совету министров АРК и прекращении его деятельности».
- В 2014 году после аннексии Крыма Россией принял российское гражданство и вступил в партию «Единая Россия».
- С января 2019 года — заместитель председателя Севастопольского отделения Всероссийской политической партии «Единая Россия».

Образование
- 1985 — Донецкий политехнический институт;
- 2003 — Днепропетровский региональный институт государственного управления Украинской академии государственного управления при Президенте Украины.

### Общественная деятельность
- Член Всесоюзного ленинского коммунистического союза молодёжи в советские годы.
- Член Либеральной партии Украины в 90-х — нач. 2000-х.
- Член Партии регионов. С июня 2010 — заместитель председателя Крымской республиканской организации Партии регионов.
- Депутат Донецкого облсовета (2002—2006).

### Семья
Женат. Имеет трёх детей.

## Награды

### Украина
- Орден «За заслуги» ІІІ степени (2010).
- Орден «За заслуги» ІІ степени (2013)[2].